# GOSAT
Greenhouse Gases Observing Satellite eller GOSAT, även känd som Ibuki (japanska: いぶき?, andetag) är en jordresurssatellit och världens första satellit med syfte att undersöka jordens halter av växthusgaser. Satelliten kommer mäta mängderna koldioxid och metan på 56 000 platser i jordens atmosfär. GOSAT-satelliten har utvecklats av Japan Aerospace Exploration Agency (JAXA) och skickades upp den 23 januari 2009 från Tanegashima Space Center.